# Rudolf H. Riener
Rudolf Hans Riener (* 7. April 1942 in Linz; † 20. Mai 2012 in Lebach) war ein österreichischer Journalist und ehemaliger Chefredakteur der Tiroler Tageszeitung.

## Leben
Nach der Matura im Stift Seitenstetten im Jahre 1960 studierte Riener bis 1964 als Stipendiat des Instituts für österreichische Geschichtsforschung an der Universität Wien die Fächer Geschichte, Germanistik und Altphilologie. Zwischen 1964 und 1966 absolvierte er ein Volontariat bei der  katholischen Wochenzeitung Der Volksbote in Innsbruck. Zu Beginn des Jahres 1967 kehrte er Österreich den Rücken und heuerte bis 1969 bei den Schongauer Nachrichten an. Im Jahre 1969 wechselte Riener zur Schwäbischen Zeitung in Leutkirch ins Ressort Politik. Ab Juli 1990 war Riener als verantwortlicher Redakteur für die wöchentlichen Beilagen Tirol aktuell bzw. Innsbruck aktuell der Tiroler Tageszeitung verantwortlich. Mit Wirkung zum 1. April 1992 wurde er zusammen mit Bernhard Platzer zum Chefredakteur der Tiroler Tageszeitung bestellt. In dieser Funktion kümmerte er sich um den ersten großen Blatt-Relaunch. Ab April 1995 arbeitete Riener dann als freier Journalist. Am 20. Mai 2012 verstarb Riener infolge einer längeren Erkrankung.

## Auszeichnungen
Nachdem 1975 Juan Carlos I. den spanischen Thron bestiegen hatte, war es Riener knapp ein Jahr nach der Amtseinführung des Königs möglich, sich ausführlich mit dem jungen Monarchen über dessen Visionen für das neue Spanien  zu unterhalten. Die Eindrücke dieses längeren Gespräches, verarbeitete Riener in einem Artikel, welcher im Jahr 1977 mit dem Theodor-Wolff-Preis, dem Journalistenpreis der deutschen Zeitungen, ausgezeichnet wurde.